# Maison Saint-François-de-Sales
La Maison Saint-François-de-Sales est la 4e maison d’Église du diocèse de Nanterre, auquel elle est rattachée. Il ne s'agit pas d'une paroisse, ni d'une église mais d'une maison d'accueil à vocation pastorale. Elle abrite deux pôles : la maison des familles et la maison du doyenné.
- La maison des familles est au service des liens familiaux en encourageant l’entraide entre parents, la communication dans le couple, les relations parents enfants, la solidarité éducative.
- La maison du doyenné est un lieu d’accueil, de réflexion et d’actions inter-religieuses, œcuméniques et interculturelles pour les personnes habitant, étudiant, travaillant ou de passage.

## Architecture

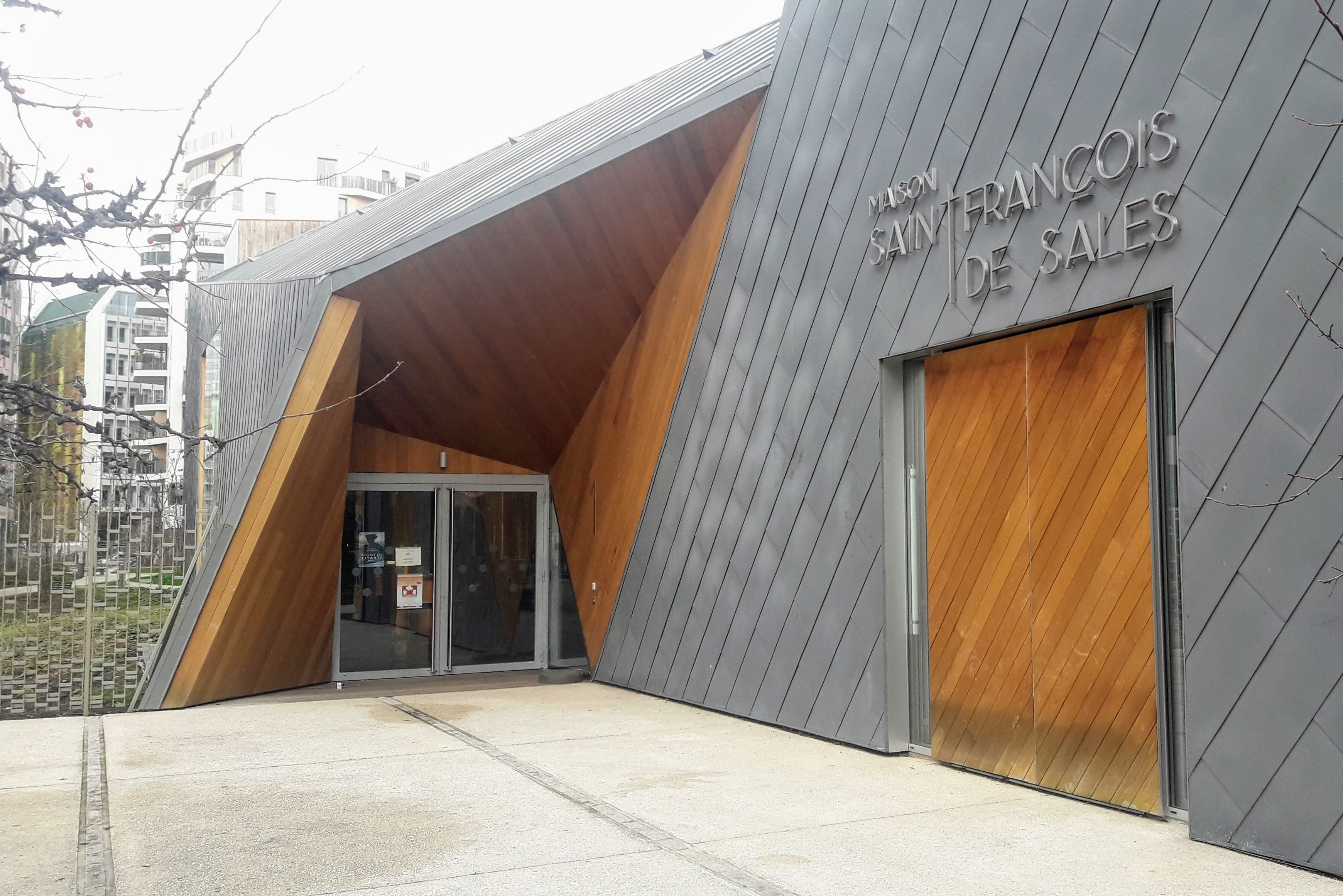
L'entrée.

Après l'ouverture de la première maison d'église Notre-Dame de Pentecôte à la Défense en 2001, le diocèse de Nanterre choisit le site des anciens terrains Renault de Boulogne-Billancourt, au 1 parvis Jean-Paul II, pour construire cet ensemble. Il fait appel au cabinet d'architectes Brenac & Gonzalez & Associés. Le bâtiment est inauguré en septembre 2014.
Le bâtiment de 1 150 m2 est conçu comme un origami de zinc gris, patiné et plié, enveloppant un patio central qui apporte la lumière. Il comprend un grand espace modulaire pouvant accueillir des spectacles ou des offices religieux et des salles d'accueil pour les familles. Il est surmonté d'un clocher orné de fines fentes en forme de croix, évoquant une église.

## Activités

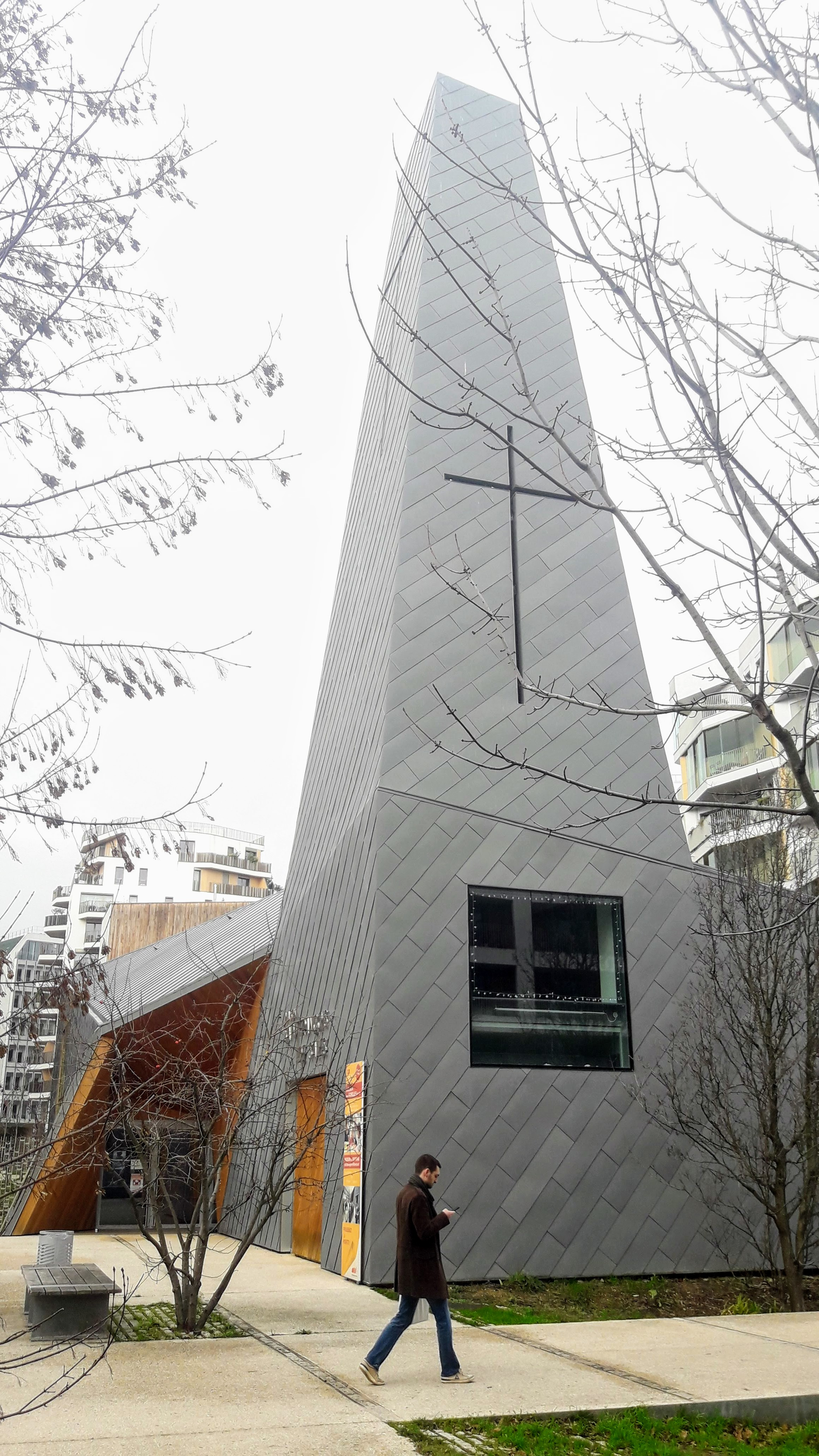
Le clocher.

La Maison du Doyenné se veut le cadre de rencontres, débats, conférences, expositions et célébrations sur des thématiques de la vie sociale et professionnelle. Ainsi elle se propose d’être acteur sur les thèmes de l’épanouissement de la foi et de l’accompagnement des professionnels, étudiants et habitants du quartier « Rives de Seine ».
La Maison des Familles s’est construite en partenariat avec plusieurs acteurs comme les Apprentis d’Auteuil, œuvre d’Église, pour l’accompagner dans la phase de construction. En effet l’axe prioritaire de travail est l’accompagnement des parents en difficulté d’éducation avec leurs enfants. La Maison des Familles propose un accueil inconditionnel et bienveillant. La Maison propose une écoute attentive et chaleureuse, un renseignement, des activités, un soutien ou un accompagnement ponctuel. Elle est animée par une équipe de professionnels salariés ou bénévoles.

## Autres maisons d'Église du diocèse
- Notre-Dame de Pentecôte à La Défense, depuis 2001;
- la Maison Saint Maximilien Kolbe, à Rueil Malmaison ;
- la Maison de la Parole, à Meudon, depuis 2011[2] ;